# Alfredo Castellón
Alfredo Castellón Molina (Zaragoza, 4 de noviembre de 1930-Madrid, 13 de diciembre del 2017) fue un realizador de televisión español.

## Biografía
Durante su juventud practicó atletismo, estudió Derecho y cine en Italia. De regreso en España, ingresó en la Escuela de Cine, donde realizó su primer corto, Un salto de agua.
Auténtico pionero de la televisión en España, ingresó en TVE pocos meses después del arranque de emisiones del nuevo medio en el país, en octubre de 1956, en el legendario Paseo de La Habana. En los primeros tiempos se dedicó a realizar todo tipo de programas: concursos, variedades, entrevistas...
Sin embargo, en seguida se perfiló su especialización en el terreno de los espacios dramáticos, con adaptaciones para la pequeña pantalla de sainetes de los Hermanos Álvarez Quintero. En 1959 se le encargó un proyecto más ambicioso, Palma y Don Jaime, teleserie protagonizada por Elena María Tejeiro, con José Luis López Vázquez y Pastor Serrador.
Ya en la década de los sesenta, se encargó de la realización de adaptaciones en algunos de los espacios más emblemáticos de teatro televisado del momento, como Primera fila, Novela o Estudio 1, alcanzando notables dosis de calidad en sus versiones de El avaro, de Molière, Puebla de las mujeres, de los Hermanos Álvarez Quintero y Vía Crucis, de Gerardo Diego.
Su obra alcanzó sus mayores cuotas de aceptación por parte de los televidentes con espacios como La casa de los Martínez, Visto para sentencia o El último café.
En 1987 rodó la película para televisión Las gallinas de Cervantes, protagonizada por Miguel Rellán y José María Pou, que obtuvo el Premio Europa de Televisión.
Cuatro años después, en el espacio Mujeres, hizo una semblanza de la escritora María Zambrano.
Posteriormente se dedicó también a la dirección teatral, con obras como Antígona (1991), con Victoria Vera, en el Festival de Teatro Clásico de Mérida.
Falleció en el Hospital Ramón y Cajal el 13 de diciembre de 2017, a consecuencia de una enfermedad del corazón que padecía desde hacía años. Poco tiempo antes de fallecer presentó su último libro en el Centro Aragonés de Madrid, Apólogos, una colección de aforismos, microrrelatos y poemas en prosa donde rendía homenaje a sus padres.